# 单速车

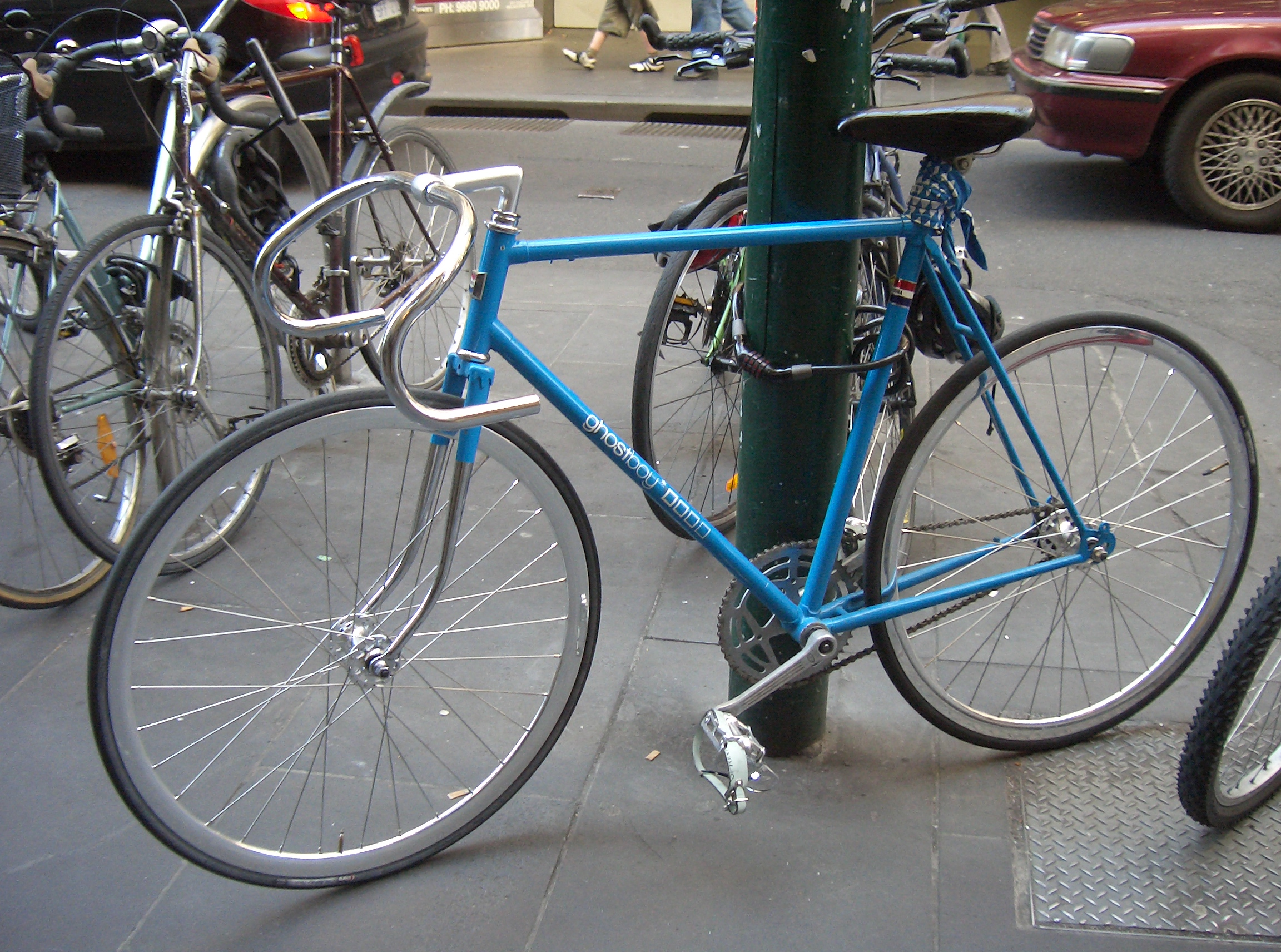
沒有制動裝置的單速單車

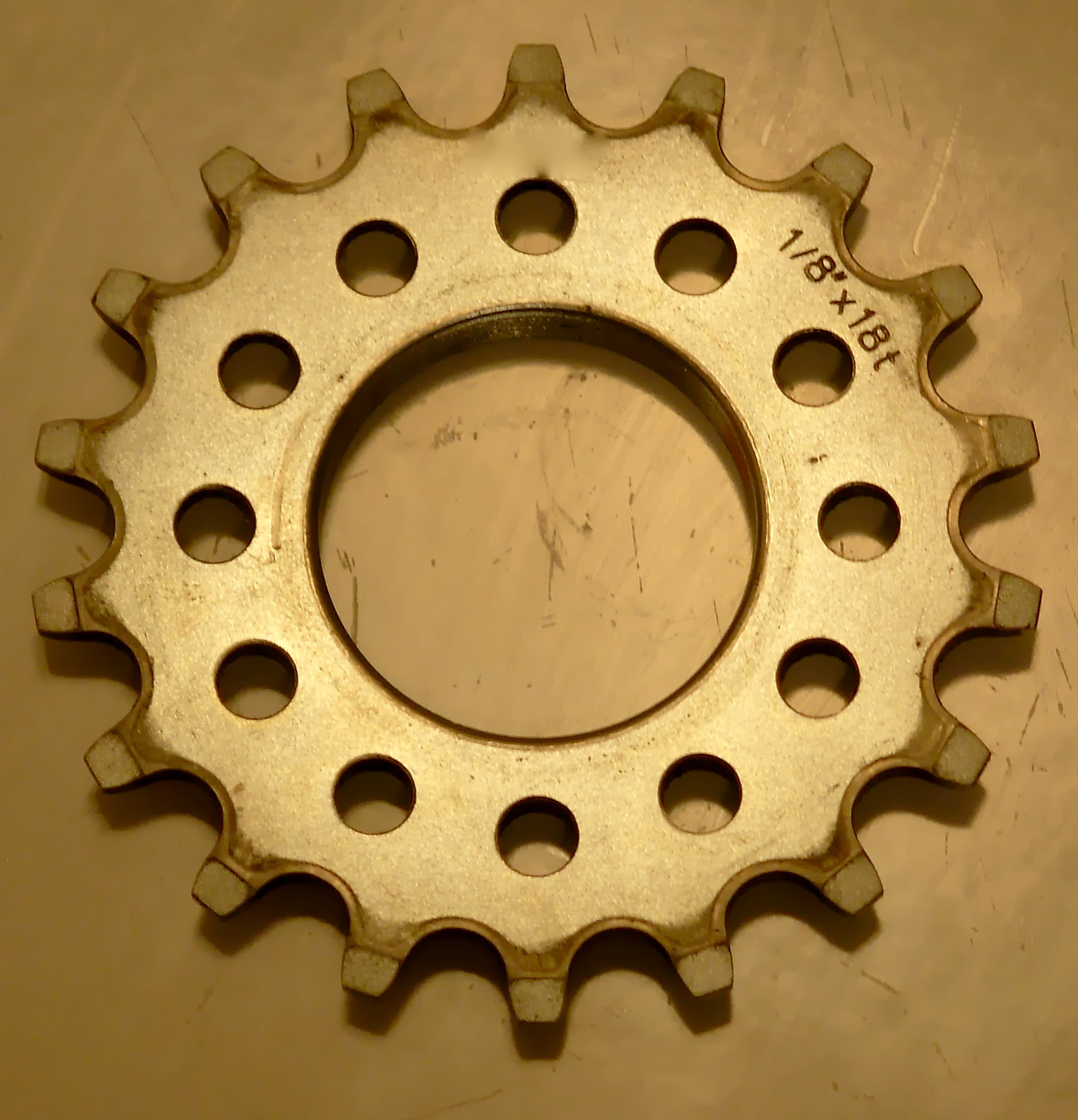
一个单速车上的18齿的固定齿轮，用于链接链条和轮毂

飞轮(Freewheel)结构示意图(van Anden, 1869)

单速车，區分為2種：Single speed、Fixed Gear，後者又稱固定齿轮自行车、“死飞车”，是一种没有飞轮的自行车，车轮与脚踏板永远处于联动状态，链轮齿与轮毂是紧紧咬合的，只要后轮旋转，脚踏板也會旋转，因此不能保持脚踏板不动滑行。而single speed則是在後輪齒盤上加裝飛輪，讓一般人更容易騎乘。
Fixed Gear死飛車这种结构的优点是结构简单，不易损坏，刹车时可以通过重心前移用雙腳脚踏板反向发力制動後輪，辅助制动，低速反向蹬脚踏板可以倒行。缺点是脚踏板與後輪連動，只要車子有動雙腳不能保持不动，造成滑行时劳累。固定齿轮车通常是不安装后变速盘和变速器的单速自行车，透過向後開口的水平鉤爪去達到調整鏈條張力的功能，有些只配备前轮刹车器，有些不配备刹车器，只通过脚踏板制动。
最早的自行车便是采用这种设计，后来基本被飞轮的设计取代而成為自行車主流，但70年代起在紐約等地又流行起来，一開始是郵差使用，透過單速車在擁擠的車陣中穿梭來送信件，成為一種特殊的都市交通現象，後來在日本、台湾等地年輕人聚會中蔓延流行，並以騎車技術交流為主發展出許多花式的騎乘招式與單車配色的個人風格，成為街頭文化的符号。

## 特点
- 特色：價格比较便宜、且騎乘速度可以很快。
- 防盜：因為結構較為不同，对骑行人的骑行技术要求较高，偷盜者也很难骑行离开。
- 造型简单：因為與舊型的車款有相當多的相同零件，而且運用較少的零件就可以製作，有很多时尚界的人用它来做交通工具。
- 技术要求高：这种自行车不同一般的脚踏车或山地车，他是必须要有很高的骑车的技术，而且这种自行车是有危险的。
- 現行產品：现在开发单速车的厂商都出了单速车和双速车这两种自行车，而且厂商还考虑到交通安全、加装了前輪煞車幫助減速。有的產品為後輪左右同時擁有單速飛輪以及固定齒輪的設計，方便使用者隨意變換使用方式。

虽说这种自行车价格便宜，但如没有较好的骑行技术就贸然上路，有很大的几率造成交通事故。所以要注意：
1. 骑单速车之前，一定要先学会如何刹车（因为这种自行车一般是没有普通意义上的自行车刹车的）。
2. 正在骑单速车的时候，一定要集中精神。
3. 由于单速车没有刹车和变速器，所以技術不好不要上路。

## 合法性
虽然许多年轻人喜欢单速车，但由于安全隐患大，所以很多国家都出于安全考虑以法律或规定限制单速车上公路：

### 澳大利亚
根据澳大利亚交通法，自行车被视同机动车。而机动车上路行驶就必须有至少一个可以正常工作的刹车。

### 加拿大
在加拿大的安大略及魁北克省，自行车上路必须至少装有后刹车。

### 法国
在法国，自行车要上路至少要有2个刹车，还要有前灯、后置反射灯、以及铃。然而这些法律极少被遵守也无人执行，不合规定的自行车仍然在道路上随处可见。

### 德国
根据德国的交通法，一辆可以上路的自行车必须给前后轮均装上刹车，同时装上反射灯、铃。而在柏林，法院禁止单速车上路行驶。

### 中国大陆
《中华人民共和国道路交通安全法实施条例》的第四章第三节裡的《非机动车通行规定》规定了自行车的尺寸和限重，但没有规定自行车是不是要有刹车功能。

### 美国
根据美国法律，没有刹车的自行车在许多地方都是不许上路的。但由于法律措辞的不严密，许多人对这些条款的漏洞提出了质疑。售卖没有刹车的自行车是被美国产品安全委员会所禁止的行为，但售卖竞赛用的自行车则不受限制。

## 单速车交通事故案例
这里说的是全球各地的与单速车相关的交通事故：
- 2011年2月11号：在美国加州旧金山，一位25岁的年轻人骑单速车在银色大道和作战街的路口撞上一位61岁的老妇，最后他被当地的警察逮捕并指控有罪。[來源請求]
- 2013年3月16日：在福建省漳州市琥珀路有一名骑单速车的13岁女孩与一部私家车相撞身亡[1]。
- 2014年5月3号：在福建省厦门市环岛路有个19岁的江西年轻人骑单速车上路，在尝试躲开一台拖拉机时不幸撞上拖拉机，当场死亡。[2]。
- 2014年5月10日：在广东省佛山市顺德区容桂的鹿茵路和105国道的交界处，有一个骑单速车的16岁年轻人在马路上撞上一名路人，路人与骑车人均当场死亡[3][4]。
- 2015年6月份：台北市大同區 一台單速車因來不及煞車跟機車對撞 幸好兩人相安無事
- 2015年12月26日：宁波某大学女生洪某受高中同学何某的邀请结伴骑自行车去大罗山游玩，小何特地把自己新买的“死飞”自行车借给小洪骑，当从大罗山山顶往山下行驶时，在一个U形拐弯大下坡处，小何在前，小洪在后，一个不注意，小洪连人带车坠入近7米高的山崖。事后，小洪被送进医院抢救，但还是因伤重不治[5]。

## 外部連結
维基共享资源上的相關多媒體資源：单速车